# Muriel Waldman
Muriel Waldman (Alexandria, 12 de dezembro de 1946) é uma maestrina, física, professora e pianista egípcia de etnia judaica, e radicada na cidade de São Paulo. 

## Biografia
É a coordenadora do projeto Quem tem medo da Música Clássica?, desenvolvido em parceria com a Secretaria da Cultura do Estado de São Paulo, destinado à apresentação da música erudita ao público jovem.
Graduada em Física pela Universidade de São Paulo, decidiu estudar música após permanecer 15 anos como professora de física, formando-se regente pela Faculdade Santa Marcelina, e obtendo posteriormente o título de mestre em musicologia e práticas interpretativas pela Escola de Comunicação e Artes da Universidade de São Paulo.
Foi regente da Banda Juvenil do Estado de São Paulo, da Orquestra de Câmara Paulista, da Orquestra Filarmonia e do coro e orquestra da Sociedade Pro Musica Sacra de São Paulo. Foi também criadora do Coral Renascença da Universidade Livre de Música Tom Jobim de São Paulo, onde atua como professora. Fez também curso de análise e regência das cantatas de Johann Sebastian Bach na International BachAkademie, em Stuttgart, na Alemanha, sob orientação de Helmut Rilling. Foi também aluna de Roberto Farias, Aylton Escobar, Lutero Rodrigues, Eleazar de Carvalho, Ernani Aguiar e Naomi Munakata.
Como pianista, integra o duo ViWa Música, de piano e saxofone, tendo estudado com Eudóxia de Barros, Amaral Vieira e Beatriz Balzi, cursando posteriormente aperfeiçoamento no Cleveland Institute of Music, nos Estados Unidos.
Como compositora, foi aluna de Osvaldo Lacerda e Almeida Prado, tendo recebido em 1982 o Troféu Bach.
Atualmente, Muriel Waldman é primeira-secretária da Sociedade Brasileira de Musicologia e regente dos coros Vox Aeterna, dedicado exclusivamente à música sacra, e Canticorum Jubilum, com repertório erudito sacro e profano, bem como a Orquestra de Cordas Laetare.